# Агарков, Павел Геннадьевич
Павел Геннадьевич Агарков (род. 23 апреля 1975, Москва) — российский хоккеист, нападающий, тренер.

## Биография
Воспитанник «Крыльев Советов», тренер Сергей Касьянов. В сезоне 1992/93 играл за «Крылья Советов-2», в следующем сезона — также за «Крылья Советов». На драфте НХЛ 1994 года был выбран в 6-м раунде под общим 153-м номером командой «Детройт Ред Уингз». Сезон 1994/95 провёл в команде QMJHL «Шавиниган Катарактс». В дальнейшем играл за «Крылья Советов» (1995/96 — 1997/98, 2003/04, 2005/06), «Металлург» Новокузнецк (1998/99 — 1999/2000), «Спартак» Москва (2000/01 — 2002/03), «Сибирь» (2002/03), «Титан» Клин (2006/07).
Серебряный призёр юниорского чемпионата Европы 1993 года. Участник хоккейного турнира зимней Универсиады 1997 года. Провёл 12 матчей за сборную России (1996—1999).
Окончил РГАФК. Тренер в московских школах «Ястребы» (2006—2011), «Созвездие» (2011—2017), «Динамо» (2018—2019), «Спартак» (с 2019).